# Ōzora
Ōzora (大空町?) è una cittadina giapponese della prefettura di Hokkaidō.